# 東御市立北御牧小学校
東御市立北御牧小学校（とうみしりつ きたみまきしょうがっこう）は、長野県東御市にある公立小学校。

## 概要
東御市の南側に位置する学校。2004年4月1日の市町村合併に伴い、北御牧村立から東御市立に変更した。学区は北御牧地区全域。

## 児童数
- 212人（2023年（令和5年）5月1日）

## 歴史
- 2004年（平成16年） - 東部町と北御牧村が合併し、東御市となり、校名が「東御市立北御牧小学校」となる。

## 教育目標
心のかよい合う学級づくりにつとめ、めあてをもって主体的に取り組む子ども

## 周辺
- 長野県道40号諏訪白樺湖小諸線
- 長野県道422号羽毛山大日向線
- 長野県道166号東部望月線
- 東御市立北御牧中学校
- 東御市立北御牧保育園
- 北御牧総合支所（旧北御牧村役場）
- 芸術むら公園